# マチウシ一世
『マチウシ一世』（マチウチいっせい、原題はポーランド語: Król Maciuś Pierwszy）は、ポーランドの作家、小児科医、そして教育者であったヤヌシュ・コルチャックの児童文学である。
主人公の名前は、英語などへの訳では「マット」、ドイツ語役は「マティアス」とされている。この物語は、少年王の波乱万丈の物語に加えて、特に子どもたちを対象とした多くの社会改革を説明する。そのいくつかはコルチャックが自身の孤児院で定めたもので、ポーランドの同時代や歴史的な出来事に薄っすらとオブラートを掛けた寓話になっている。この本は、英語圏でのピーターパンと同じくらいポーランドでは人気があると言われている。コルチャックの小説の中で最初に英語に翻訳された本である。彼の教育学的な著作のいくつかはすでに英訳されており、小説『魔法使いのカイトゥシ』も2012年英訳が刊行されている。

## あらすじ
マットは父王の突然の逝去によって王位に就くことを余儀なくされた少年王である。彼の治世の初めに、マチウシは彼の王国の人々、特に子どもたちの生活を改善することを目的としたいくつかの大胆な改革を制定する。しかし、彼の願いにもかかわらず、現実は愚かなものから不吉なものまで多くの意図しない結果を生み出していく。
マットは自分ですべてのメールを読んで返信しようとしたが、量が多すぎて秘書に頼る必要があることに気付いた。彼は大臣たちに憤慨し、彼らを逮捕させたが、すぐに自分ですべてのことを統治するのに十分な知識がないことに気づき、大臣を釈放して立憲君主制を定めるのを余儀なくされた。戦争が勃発すると、マチウシは宮殿に閉じ込められるの我慢することができなかったが、農家の少年のふりをして逃げて参加し、捕虜になることをかろうじて免れる。彼は友好的なジャーナリストの申し出を受けて彼のために「王室新聞」を出し始めた。ーそしてずっと後に彼は注意深く編集されたニュースを受け取り、ジャーナリストが若い王の親友のひどい腐敗を隠蔽していることに気付くようになった。マチウシは、行幸を行い、世界中の子どもたちを組織し、彼らの権利を要求できるようにしようとする。ーそして、彼はついには他の王に敵対することになる。彼はアフリカの黒人の王女と恋に落ち、人種差別主義者を怒らせる（しかし、現代の基準では、コルチャックの黒人の描写自体は完全にステレオタイプがないわけではない。これは執筆時点では一般的なものであった）。最後に、彼は3つの外国軍の侵入によって倒され、無人島に追放される。

## 続編
この物語には、同じ年に出版され、1990年に英語に翻訳された続編『孤島のマチウシ一世』 (Król Maciuś na wyspie bezludnej) がある。続編では、孤独な島の暮らしの中でのマチウシの人間的な成長が語られ、彼は故郷に戻り、祖国で民主主義を再建しようとする。

## 主なテーマ
コルチヤックは、若い読者たちに大人の生活のジレンマや様々な困難、そして責任ある決断を下す必要性への心構えを育てるために、おとぎ話の例えを使うことがよくあった。

## 歴史的な文脈
この小説は、大きな混乱と困難の時代に書かれ、現代的および歴史的な出来事について語っている。19世紀（1795年から1918年の期間–ポーランドの歴史（1795年から1918年）を参照）に主権国家として存在していなかったポーランドは、第一次世界大戦の灰から復活したばかりであった。
ポーランド第二共和国は、ドイツに対するヴィエルコポルスカ蜂起（1918年から1919年）、ウクライナ・ポーランド戦争（1918年から1919年）とポーランド・ソビエト戦争（1919年から1921年）を経て1921年に成立した。ーポーランド#歴史を参照のこと。当時、失業率は高く、貧困は広範囲に及んでいた。
当時のポーランドの主要な政治家は、当時選出された指導者であったユゼフ・ピウスツキであり、後に1926年にクーデターで権力を掌握した。ポーランド分割時、ポーランドの最後の王は改革派の王、スタニスワフ・アウグスト・ポニアトフスキだった。彼には、その様々な業績の中に、ポーランドの最初の新聞を発刊したというものがある。
この本はまた、以下の事柄について言及している：
- ポーランド分割 - この本では、3つの外国の王国は特にどことは名指しされず、また特定の国を連想させるような人名も使われていない。ただし、最初の王国にはいくつかの港があり、1つはマチウシに譲渡され、2つ目は広大でオリエントとつながっており、3つ目は内陸国で最も友好的とされている。これらは、それぞれプロイセン、ロシア、オーストリアに一致する。
- 下院
- 黄金の自由 - 貴族支配による民主主義の政治システム
- 選挙君主制
- シュラフタ - ポーランドの貴族身分
- 自由選挙（wolna elekcja）。
- 海事・植民地同盟 - 1930年に海事および河川同盟から設立されたポーランドの大衆社会組織。 1930年代後半には、マリウス・ザルスキ将軍が監督を務め、その目的はポーランドの海事問題について教育することだった。
- サルマティズム - 16世紀から19世紀にかけて、ポーランド・リトアニア共和国の貴族階級およびウクライナ・コサックの生活様式や思想などにおいて支配的だった文化現象。
- ポーランドのサーベル：シャブラ（片刃の剣）
- グディニャ港 - 重要なポイントは、最初の王国（すなわちドイツ）によって与えられた海港への欲求である。

上記は、ウッドロウ・ウィルソンの平和のための14か条から引き出されてきたものである。
- グダニスク
- 自由都市ダンツィヒ
- ポーランド回廊

## 著者自身の人生との関連
著者の父親は1896年コルチャックが18歳のときに亡くなった。彼は、一家の長であり、母親、姉妹、祖母の唯一の稼ぎ手であった。1911年から1912年に、コルチャックはワルシャワのユダヤ人の子どもたちのための彼の構想による孤児院ドム・シェロの院長になり、そこで彼は独自の小さな議会、裁判所、新聞を持つ子どもたちのための一種の子ども共和国を形成した。1926年、コルチャックは子どもたちに、ポーランド系ユダヤ人の日刊紙Nasz Przegląd（評論）の週刊紙として、自分たちの新聞、Mały Przegląd（小評論）を始めさせた。1905年から1906年、彼は軍医として日露戦争に従軍した。
1914年、コルチャックは第一次世界大戦中、中尉のとして再度軍医になった。ポーランドとソビエト戦争の間、彼は再び少佐の階級の軍医を務めたが、ウッチでの短い任務の後、ワルシャワに配属された。コルチャックは、この物語の主人公のように、1942年に、自分の庇護する子どもたちがトレブリンカ絶滅収容所へ移送されるのに、自分だけそれを免れるのを拒み、子どもたちとともに尊厳を持って死に赴いた。ワルシャワの街を最後に行進したとき、子どもたちの1人がマチウシ王の緑の旗を持っていた。これはポーランドの映画監督アンジェイ・ワイダによる1990年の映画「コルチャック先生」の中でも再現されている。

## 文化的な多様性
マチウシの友人で、恋愛対象として描かれているのは、アフリカの王女クルクルである。彼女は優秀な学生にして、激しい戦士として登場する。しかし、この本は、野蛮な人食い人種としてのアフリカ人の一般的な描写に当時一般的なステレオタイプを反映している。

## 出版来歴
『マチウシ一世』(King Matt)は、多くの言語、英語、エスペラント語、ドイツ語、イタリア語、日本語、リトアニア語、ラトビア語、エストニア語、そしてロシア語に翻訳され、またさまざまな版で出版されている。
- 1922, Warsaw, Poland, Król Maciuś Pierwszy
- 1924, Russia (Soviet Union), Ленинград: Сектор «Юный Пролетарий» Рабочего Изд-ва «Прибой», Приключение Короля Матюша, translated by Ю.Н.Райтлер. – 250 с.
- 1957, Warsaw, Poland, König Hänschen I., translated by Katja Weintraub
- 1958, Warsaw, Poland, Издательство «Полония», Король Матиуш Первый, translated by Муза Константиновна Павлова
- 1968, Ukraine (Soviet Union), Київ: видавництво «Веселка», Мацюсеві пригоди, translated by Богдан Чайковський. – 334 с.
- 1969, Warsaw, Poland,  Издательство «Полония», Король Матиуш Первый, translated by Муза Константиновна Павлова, 240 pages
- 1978, Ukraine (Soviet Union), Київ: видавництво «Веселка», Мацюсеві пригоди, translated by Богдан Чайковський. – 334 с.
- 1982, Estonia, Eesti Raamat, Kuningas Maciuś esimene
- 1982, Lithuania, Vaga, Karalius Motiejukas Pirmasis
- 1986, United States, Farrar, Straus and Giroux, ISBN 0-374-34139-7, March 1986, hardcover, King Matt the First, translated by Richard Lourie, introduction by ブルーノ・ベッテルハイム
- 1988, United States, The Noonday Press, ISBN 978-0-374-52077-9, paperback, January 1988
- 1988, Israel, Keter Books, hardcover
- 1988,日本語,日本,『子どものための美しい国』(晶文社, ISBN 4-7949-5806-4),中村妙子訳
- 1989, United States, Random House Value Publishing, ISBN 978-0-517-69308-7, hardback, January 1989
- 1992, 日本語,日本,『コルチャック先生のお話　王さまマチウシⅠ世』(女子パウロ会, ISBN 4-7896-0381-4),近藤康子訳
- 1998, United States, Farrar Straus & Giroux, ISBN 978-0-374-52077-9, paperback, December 1998
- 2004, United States, Algonquin Books, ISBN 978-1-56512-442-4, King Matt the First, same translation, paperback, xi+330 pages, introduction by Esmé Raji Codell, cover illustration by ブライアン・セルズニック（英語版）
- 2005, United Kingdom, Vintage, ISBN 978-0-09-948886-6, King Matt the First, UK edition of 2004 US edition, alternative version of cover, 4 Aug 2005, 352 pages
- 2009, Świdnik, Poland, ISBN 9788392874003, Reĝo Maĉjo la Unua, translated from Polish into Esperanto by Tomasz Chmielik, illustrated by Polish school children, 176 pages
- 2000,日本語,日本,『マチウシ一世王』(影書房, ISBN 4-87714-273-8),大井数雄訳
- 2010, Russia, Издательство АСТ, ISBN 978-5-17-062083-8, Король Матиуш Первый, translated by Наталья Яковлевна Подольская, illustrated by Н. Глушкова, 288 pages, offset
- 2011, Russia, Издательство «АСТ, Астрель», ISBN 978-5-17-068228-7, ISBN 978-5-271-32280-8, Король Матиуш Первый. Антось-волшебник, 825 pages (Король Матиуш Первый pages 5–336, Король Матиуш на необитаемом острове pages 337-578, Антось-волшебник pages 579-825)
- 2011, Ukraine, видавництво "А-БА-БА-ГА-ЛА-МА-ГА", Пригоди короля Мацюся translated by Богдан Чайковський and Богдана Матіяш, 534 pages
- 2016, Georgia, „ბაკურ სულაკაურის გამომცემლობა“, ISBN 9789941235597, Lola Kadagishvili, 352 pages
- Polish: Król Maciuś Pierwszy
- English: King Matt the First
- Esperanto: Reĝo Maĉjo la Unua
- German: König Hänschen der Erste
- Japanese: マチウシ一世王
- Estonian: Kuningas Maciuś Esimene
- Latvian: Karalis Matiušs Pirmais
- Lithuanian: Karalius Motiejukas Pirmasis
- Russian: Король Матиуш Первый
- Ukraine: Мацюсеві пригоди

## 映画化
『マチウシ一世』は、映画、テレビ、アニメーション、オペラなどに何度も映像化されてきた。
- Król Maciuś I–映画、ポーランド、1958年、ヴァンダヤクボウスカ
- Król Maciuś I– TVスペシャル、ポーランド、1997年、Filip Zylber

2000年代の漫画シリーズの映像化
- Le Petit Roi Macius

–ポーランド語-フランス語-ドイツ語-ハンガリー語26エピソードの2シーズン（それぞれ10〜15分、ソースは異なる）シリアルアニメーション、2002年（他の放送2003〜 2005年）。英語吹き替え(2006年「Little King Macius」として)
- KrólMaciuśPierwszy–アニメーション映画、2007年、シリアルアニメーションと同じチームによる

「King Matt」（КорольМатиуш）– LevKonovによる子供向けのオペラ。リブレット：Lev Konov（ЛевКонов）、Olga Zhukova（ОльгаЖукова）、Ali Ibragimov（АлиИбрагимов）。1988年モスクワ、ロシア。